# Constituição do Estado do Maranhão
A Constituição do Estado do Maranhão  é a lei estadual maior, carta magna ou  Carta Política do estado do Maranhão elaborada de acordo com os princípios da Constituição do Brasil de 1988. Foi promulgada pela assembléia estadual constituinte do Maranhão no dia 5 de outubro de 1989, um ano após a Constituição Federal do Brasil.

## Preâmbulo
"A Assembleia Constituinte do Estado do Maranhão usando dos poderes que lhe foram conferidos pela Constituição Federal, invocando a proteção de Deus,
visando a defesa do regime democrático e a garantia dos direitos do homem e da sociedade, promulga a seguinte CONSTITUIÇÃO DO ESTADO DO MARANHÃO".

## Corpo
O corpo da atual Constituição do Estado do Maranhão é formado por 276 artigos e consta  ainda com mais 65 artigos no Atos das disposições Transitórias.

## Primeira emenda
A primeira emenda à literatura da atual Constituição do Estado do Maranhão foi promulgada em  11 de dezembro de 1989.

## Histórico das constituições do Maranhão
A primeira constituição é datada de  4 de julho de 1891 e a segunda cujo texto denomina de Constituição Política do Estado do Maranhão de 1892 e foi promulgada pelo Congresso Constituinte no dia 28 de julho de 1892.